# Планісфера Кантіно

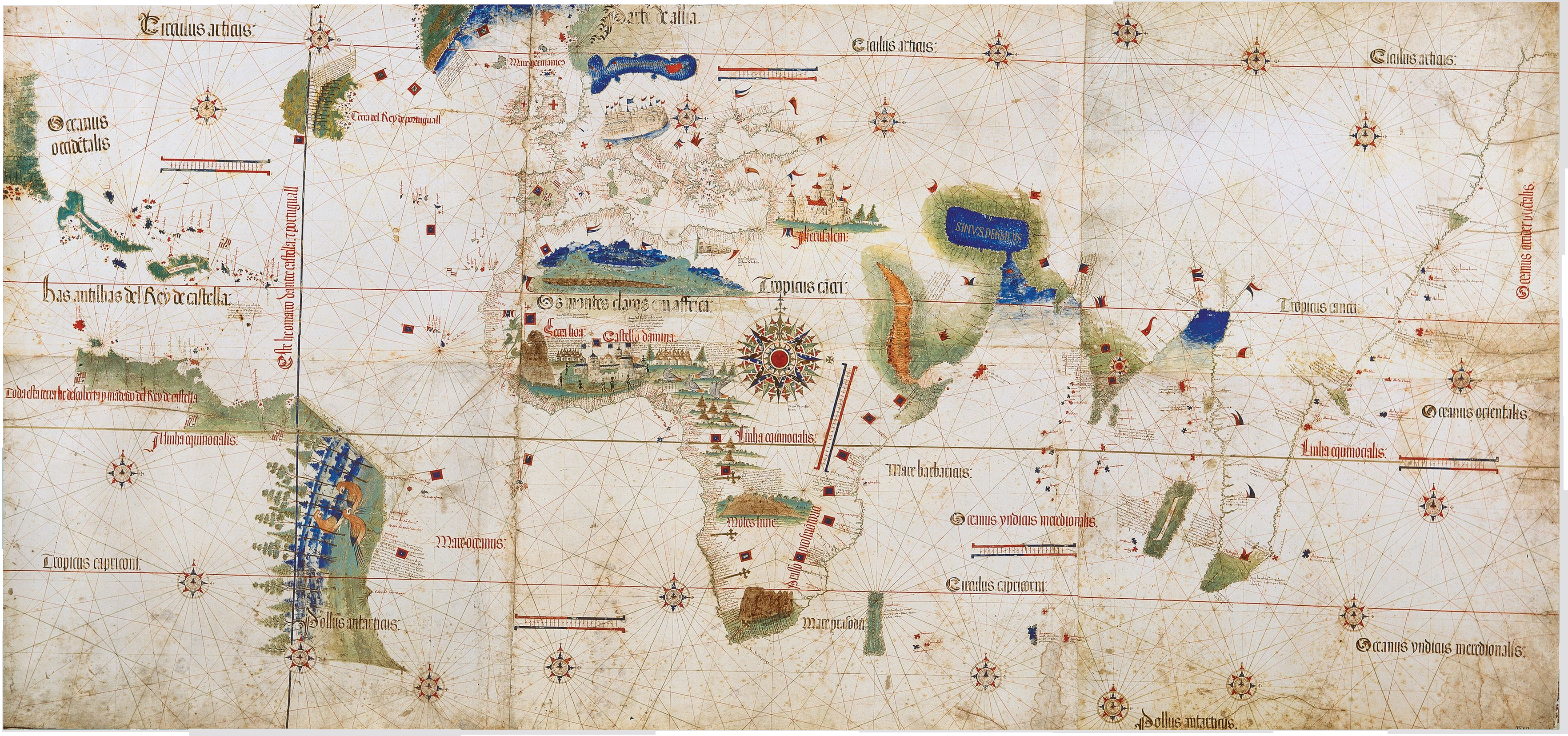
Планісфера Кантіно (1502)

Планісфера Кантіно (іт. Planisfero di Cantino) — карта світу Доби великих географічних відкриттів, що відобразила стан географічних знань португальців на рубежі XV і XVI століть. Вважається, що джерелом створення Планісфери Кантіно стала секретна державна португальська карта Падран-Реал.

## Опис
Ця планісфера є найбільш ранньою збереженою картою, що відображає португальські географічні відкриття на сході та заході. Карта особливо примітна тим, що зображує фрагмент бразильського узбережжя Південної Америки, який відкрив португальський дослідник Педру Алваріш Кабрал у 1500 році, та з надзвичайною точністю та деталізацією надає зображення східного та західного узбережжя Африки.
На карті також позначені землі, відкриті на північному заході Америки Гашпаром Корте-Реалом в 1500—1501 рр. Як видно з карти, португальці вважали, що ці землі знаходяться в «португальській» зоні, на схід від Тордесільянського мерідіану.
Планісфера Кантіно є одним із перших прикладів карти, на якій місцевості розміщуються згідно вказаних широт, а не шляхом вказання напрямку за розою вітрів і визначеної відстані, як це було прийнято на портоланах та картах Середземного моря в попередні століття.
Розмір планісфери 220 × 105 см. .

## Історія

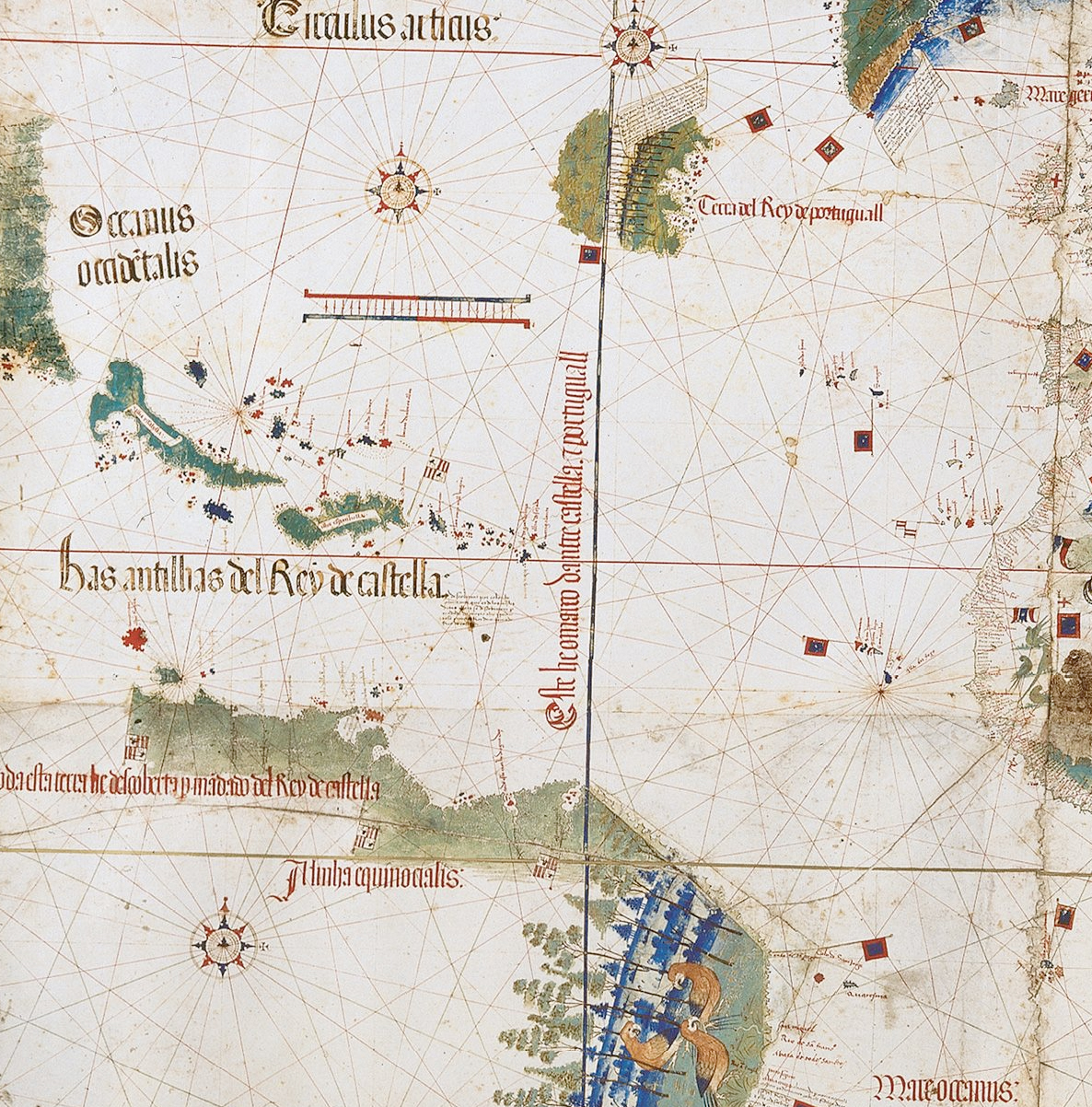
Нововідкриті замлі Америки по обидві сторони від Тордесільянського мерідіану. На іспанській стороні зображені Антильські острови (зокрема Іспаньйола і Куба), на португальській — Бразилія та землі на півночі, відкриті Корте-Реалом Фрагмент планісфери Кантіно

В 1498 році португальський флот на чолі з Васко де Гамою (перша Португальська армада) вперше обійшов африканський континент з півдня і відкрив морський шлях до Індії. В 1500 році друга португальська армада на чолі з Педру Алварішем Кабралом по дорозі в Індію відхилилась на захід і відкрила убережжя Бразилії в Південній Америці. В цьому ж році Гашпар Корте-Реал відкрив Гренландію, а в наступному — якісь землі на північному заході Америки.
Побоюючись конкуренції з боку іспанців та інших народів, португальці тримали свої географічні відкриття в секреті. Карти нововідкритих земель зберігалися під замком в Каса-да-Індіа (Індійському домі) в Лісабоні. Феррарський герцог Ерколе I д'Есте загорівся цікавістю і направив до Лісабону під виглядом торговця кіньми свого агента Альберто Кантіно із завданням отримати найсвіжішу інформацію про останні португальські відкриття.
Старанність Кантіно видно з його листа від 17 жовтня 1501 року, одного з п'яти його збережених листів до герцога, в якому Кантіно серед іншого описує доповідь королю Мануелу І португальського мореплавця Гашпара Корте-Реала про його останню подорож до Ньюфаундленду (Тера Нова).
Не економлячи на хабарях, Кантіно отримав доступ до Індійського будинку і придбав там копію секретної офіційної королівської карти — Падран-Реала з зображенням останніх португальських відкриттів, включаючи береги Бразилії, виявлені Педру Алварішем Кабралом в 1500 році — лише за рік перед приїздом Кантіно. 

Головна роза вітрів на планісфері Кантіно

З листа, надісланого Кантіно герцогу Феррари 19 листопада 1502 року ми знаємо, що він заплатив за карту 12 золотих дукатів, що на той час було значною сумою. На звороті карти зроблено напис італійською мовою: Carta de navigar per le Isole nouam trovate in le parte de India: dono Alberto Cantino al S. Duca Hercole (Навігаційна карта островів, нещодавно виявлених в Індії: від Альберто Кантіно герцогу Ерколе).
У 1502 році Кантіно потай вивіз три склеєних листки пергаменту, на яких була нанесена планісфера в ренесансну Італію. Документ отримав велику популярність і ліг в основу популярної планісфери де Кавері (1505 р), яка, в свою чергу, стала основою для відомої і дуже впливової в Європі карти Мартина Вальдземюллера.
В наш час планісфера Кантіно зберігається в бібліотеці Естенсе в Модені.
Під час заворушень рісорджименто карту було загублено, але згодом її виявили в крамниці місцевого м'ясника і повернули на її традиційне місце в бібліотеці.